# Wanita dan Satria
Wanita dan Satria ([waˈnita ˈdan satˈria]; lett. "La donna e l'eroe") è un film del 1941 in bianco e nero diretto da Rd Ariffien.
Realizzato nelle Indie orientali olandesi, venne prodotto da Ang Hock Liem per la sua Union Films e interpretato da Djoewariah, Ratna Djoewita, Hidajat, Z. Algadrie, e Moesa. La storia, scritta da Saeroen, segue un donnaiolo di nome Soedrajat che approfitta del suo elevato status sociale per sedurre alcune giovani donne, fino a che non viene punito.
La pellicola, accolta positivamente dalla critica, che elogiò in particolare la rappresentazione della difficile condizione della donna all'interno di una società musulmana, è considerata perduta, come tutte le altre della Union Films.

## Trama
Soedrajat è un nuovo ricco, un giovane che ha ricevuto in eredità un'ingente somma di denaro dal suo facoltoso zio. Questi ha un figlio, il buono e generoso Soelarsa, del quale però è molto deluso e a cui non ha quindi lasciato nulla del suo patrimonio. 
Soedrajat, che decide di non avere più a che fare con persone di rango inferiore al suo, comincia anche a irretire giovani donne, sfruttando la sua posizione e diventando uno spietato seduttore. Tuttavia finisce per innamorarsi di una bellissima ragazza, Koestijah, che però ama, ricambiata, Soelarsa, il quale le aveva salvato la vita mentre guidava un camion nel suo villaggio. Soedrajat corrompe il padre di lei e può in tal modo organizzare il suo matrimonio.
All'evento viene rivelata la terribile verità sul ricco donnaiolo: una delle sue precedenti conquiste, Tarmini, si alza in piedi e svela agli astanti la vera natura dello sposo. In preda alla rabbia, Soedrajat prende un revolver e le spara. La giovane, prima di spirare, fa un'ultima confessione e suo padre si vendica dell'assassino.

## Produzione

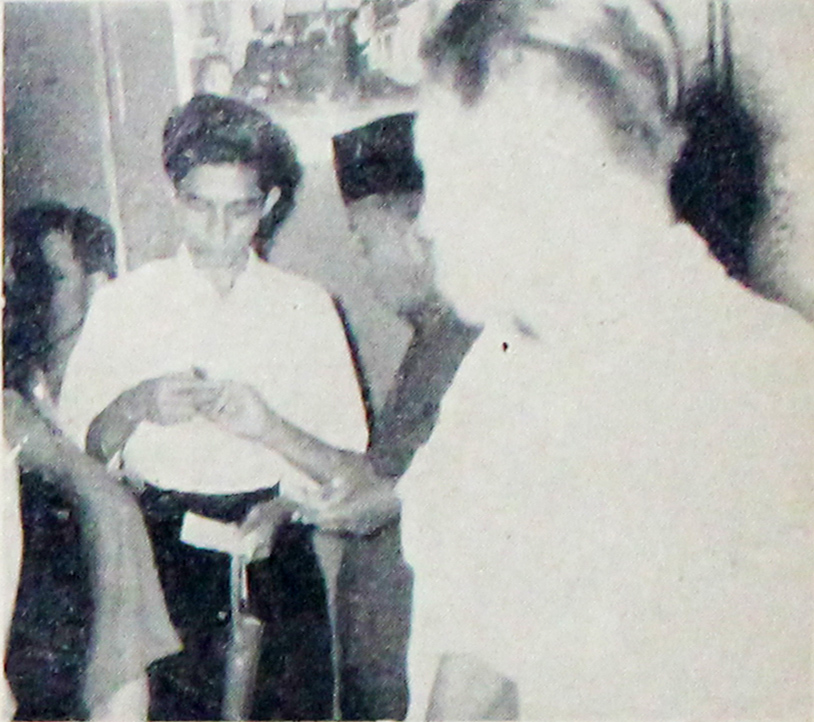
Il regista Rd Ariffien, al centro vestito di scuro

Wanita dan Satria venne prodotto da Ang Hock Liem, fondatore e capo della Union Films, e diretto da Rd Ariffien, un ex giornalista che, attivo nel risveglio nazionalistico indonesiano e nel movimento operaio, era passato dapprima al teatro e poi era stato ingaggiato dalla casa di produzione nel 1940 come regista, esordendo dietro alla macchina da presa con la pellicola d'azione Harta Berdarah.
Il cast comprendeva Djoewariah, Ratna Djoewita, Hidajat, Z. Algadrie e Moesa; quest'ultimo fu l'attore con più esperienza di tutti, essendo entrato nel settore nel 1938 con Fatima dei fratelli Wong, una produzione della Tan's Film, e aveva recitato in Harta Berdarah. Djoewariah aveva invece preso parte solo al film della Union Films Bajar dengan Djiwa dell'anno precedente e venne scritturata nuovamente nel ruolo da protagonista in quanto attrice di punta dello studio. Wanita dan Satria segnò l'esordio nel cinema di Ratna Djoewita e Hidajat.

## Distribuzione
Il lungometraggio, presentato come un prodotto adatto a tutte le età, venne trasmesso nei cinema di Bandung  e di Surabaya rispettivamente ad agosto e settembre del 1941. In quello stesso anno venne inoltre realizzata dello stesso Saeroen una trasposizione letteraria dell'opera, che fu pubblicata per Kolff-Buning di Yogyakarta. La pellicola venne pubblicizzata soprattutto esaltando il fatto che nessuno degli interpreti fosse un attore teatrale, in quanto l'intellighenzia locale, una tipologia di pubblico a cui l'industria cinematografica indonesiana teneva molto, aveva scarso rispetto per il teatro tradizionale.

## Accoglienza

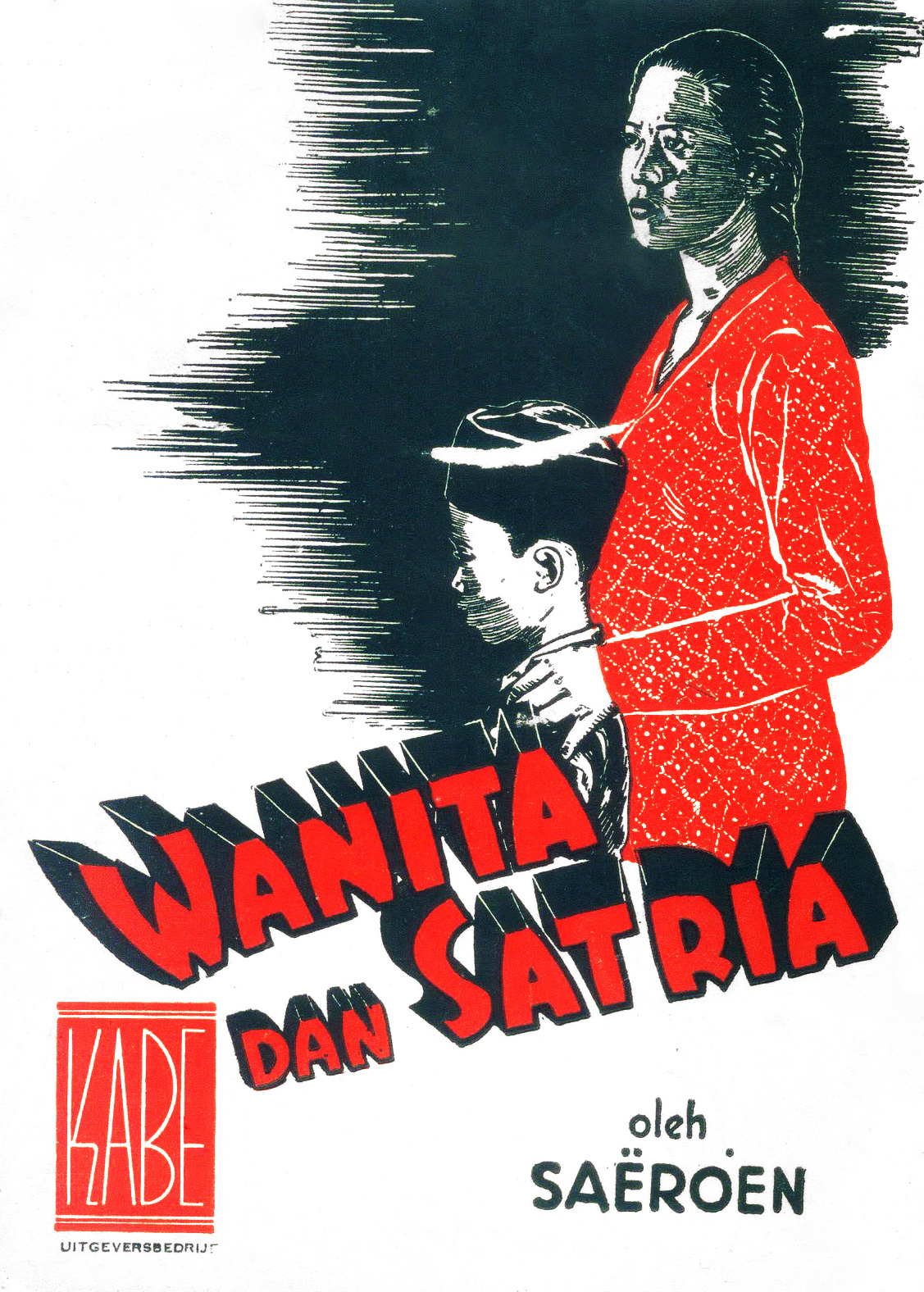
Copertina della trasposizione letteraria del film firmata da Saeroen

Wanita dan Satria venne ben accolto dalla critica: un giornalista del Soerabaijasch Handelsblad di Surabaya scrisse che:
Un altro recensore dello stesso quotidiano lo trovò «accattivante dall'inizio alla fine», un'opera che «il pubblico cinematografico di Surabaya non dovrebbe assolutamente mancare».

## Conservazione
Dopo Wanita dan Satria, Ariffien e Saeroen abbandonarono la Union Films in favore della Star Film, la quale comunque produsse altre due opere, Soeara Berbisa (dello stesso 1941) e Mega Mendoeng (1942). Djoewariah continuò a recitare fino alla metà degli anni cinquanta, virando lentamente verso il teatro, poiché al cinema aveva sempre più difficoltà a trovare un ruolo e veniva relegata a parti minori; Ratna Djoewita e Hidajat invece non recitarono più dopo il 1941.
Si ritiene che il lungometraggio sia perduto, dato che tutti i film dell'epoca erano stati girati su pellicole di nitrato di cellulosa infiammabili, che vennero deliberatamente eliminate dagli studi dopo che un incendio distrusse buona parte del magazzino della Produksi Film Negara, tra il 1952 e il 1953. Di fatto l'antropologo visuale statunitense Karl G. Heider suggerì che ogni opera cinematografica indonesiana realizzata prima degli anni cinquanta sia ormai da considerarsi irrecuperabile. Tuttavia, lo storico del cinema JB Kristanto, nel suo Katalog Film Indonesia 1926-1995, riporta che diverse opere sopravvissero negli archivi della Sinematek Indonesia e il collega Misbach Yusa Biran aggiunge, scrivendo nel suo saggio Sejarah Film 1900–1950: Bikin Film di Jawa del 2009, che a salvarsi furono numerosi film di propaganda giapponesi, sfuggiti al Servizio informazioni del governo olandese.